# Plesiophantes simplex
Plesiophantes simplex är en spindelart som beskrevs av Andrei V. Tanasevitch 1987. Plesiophantes simplex ingår i släktet Plesiophantes och familjen täckvävarspindlar. Inga underarter finns listade i Catalogue of Life.